# Ministre de l'Économie et des Participations
Le ministre de l'Economie et des Participations est chargé des finances publiques du Gabon. Il est à la tête du ministère de l'Economie et des Participations. Ses locaux se situent à l'immeuble Arambo à Libreville.

## Liste des ministres gabonais de l'Economie
Les tableaux ci-dessous dresse la liste des personnalités ayant exercés la fonction de ministre de l'Economie depuis l'indépendance du Gabon, le 17 aout 1960. Selon les gouvernements, le ministère a plusieurs fois changé de dénomination.
| Ministre                       | Dénomination | Début             | Fin               | Gouvernement      |
| ------------------------------ | --- | ----------------- | ----------------- | ----------------- |
| André Gustave Anguilé          | Ministre d’Etat Chargé de l’Economie nationale des Mines et du Plan                                                      | 25 decembre 1963  | 24 février 1964   | Mba               |
| André Gustave Anguilé          | Ministre d'État chargé de l'économie nationale, des mines, du plan, des finances, de l'agriculture et des eaux et forêts | 24 février 1964   | 20 mars 1965      | Mba               |
| Daniel Nna Ekamkam             | Ministre de l'Economie Nationale, des Mines et du Plan,                                                                  | 20 mars 1965      | 30 octobre 1965   | Mba               |
| Michel Abessolo                | Ministre de l'Economie Nationale et des Mines,                                                                           | 30 octobre 1965   | 12 novembre 1966  | Mba               |
| Michel Abessolo                | Ministre de l'Economie Nationale et des Mines,                                                                           | 12 novembre 1966  | 25 janvier 1967   | Mba               |
| Michel Abessolo                | Ministre de l'Economie Nationale et des Mines,                                                                           | 25 janvier 1967   | 19 avril 1967     | Mba               |
| Pierre Mebaley                 | Ministre de l'Économie nationale, du Commerce et des Mines du Gabon                                                      | 19 avril 1967     | 26 septembre 1967 | Mba               |
| Emile Kassa Mapsi              | Ministre des Affaires Economiques, du Développement, du Plan et des Mines                                                | 26 septembre 1967 | 2 décembre 1967   | Mba               |
| Emile Kassa Mapsi              | Présidence d'Omar Bongo Ondimba                                                                                          |                   |                   |                   |
| Emile Kassa Mapsi              | Ministre des Affaires Economiques, du Développement, du Plan, des Mines et de l'Energie                                  | 25 janvier 1968   |                   | Bongo             |
| Emile Kassa Mapsi              | Ministre des Affaires économiques, du Plan, du Développement et de l'Industrie                                           | 04 janvier 1969   | 13 avril 1969     | Bongo             |
| Edouard Alexis Mbouy Boutzit   | Ministre des Affaires économiques, du Commerce, de l'Industrie et de l'Economie rurale                                   | 20 mars 1969      | 02 décembre 1969  | Bongo             |
| Edouard Alexis Mbouy Boutzit   | Ministre des affaires économiques, du commerce, de l'industrie et du développement                                       | 02 décembre 1969  | février 1972      | Bongo             |
| Paul Moukambi                  | Ministre de l'Economie et des Finances                                                                                   | février 1972      | 1976              | Bongo             |
| Paul Moukambi                  | Ministre de l'Economie et des Finances                                                                                   | 25 février 1974   |                   | Bongo             |
| Paul Moukambi                  | Ministre de l'Economie et des Finances                                                                                   | 1er juillet 1974  |                   | Bongo             |
| Paul Moukambi                  | Ministre de l'Economie et des Finances                                                                                   | 20 janvier 1975   | 1976              | Bongo             |
| Jérome Okinda                  | Ministre de l’Economie, des Finances et des Participations                                                               | 1976              | 1983              | Mebiame           |
| Jean-Pierre Lemboumba-Lepandou | Ministre de l’Economie et des Finances                                                                                   | 5 mars 1983       |                   | Mebiame           |
| Pascal Nze                     | Ministre de la Planification et de l'Economie,                                                                           | 30 aout 1988      |                   | Mebiame           |
| Pascal Nze                     | Ministre de la Planification du Développement et de l'Economie                                                           | 18 octobre 1988   | 26 février 1990   | Mebiame           |
| Léon Mebiame                   | | mai 1990          | 1991              | Oye Mba           |
| Paul Toungui                   | Ministre de l'Économie, des Finances, du Budget et de la Privatisation                                                   | 1991              |                   | Oye Mba           |
| Paul Toungui                   | Ministre de l'Économie, des Finances, du Budget et de la Privatisation                                                   | 21 juin 1991      | 2 novembre 1994   | Oye Mba 3         |
| Marcel Doupamby Matoka         | Ministre des Finances, de l'Économie, du Budget et des Participations                                                    | octobre 1994      | 1997              | Obame Nguema 1    |
| Marcel Doupamby Matoka         | Ministre des Finances, de l'Économie, du Budget et des Participations                                                    | 29 janvier 1997   | 1999              | Obame Nguema 2    |
| Emile Doumba                   | Ministre de l'Economie, des Finances, du Budget et de la Privatisation                                                   | 26 janvier 1999   | 2002              | Ntoutoume Emane 1 |

| Ministre       | Dénomination | Début           | Fin             | Gouvernement    |
| -------------- | --- | --------------- | --------------- | --------------- |
| Paul Toungui   | Ministre de l'Economie des Finances du Budget et de la Privatisation                                                 | 27 janvier 2002 | 20 janvier 2006 | Ntoutoume Emane |
| Paul Toungui   | Ministre de l'Economie des Finances du Budget et de la Privatisation                                                 | 27 janvier 2006 | 07 octobre 2008 | Eyeghe Ndong    |
| Blaise Louembe | Ministre de l’Economie, des Finances, du Budget, de la Programmation des Investissements, chargé de la Privatisation | 07 octobre 2008 | 12 juin 2009    | Eyeghe Ndong    |
| Blaise Louembe | Présidence de Rose Francine Rogombe (intérim)                                                                        |                 |                 |                 |
| Blaise Louembe | Ministre de l’Economie, des Finances, du Budget, de la Programmation des Investissements, chargé de la Privatisation | 19 juin 2009    | 17 juillet 2009 | Eyeghe Ndong    |
| Blaise Louembe | Ministre de l’Economie, des Finances, du Budget, de la Programmation des Investissements, chargé de la Privatisation | 17 juillet 2009 | 17 octobre 2009 | Biyoghe Mba 1   |

Après cette date, détachement des ministères de l'Economie et du Budget.
| Ministre                       | Dénomination                                                                                               | Début                          | Fin                            | Gouvernement                   |
| Présidence d'Ali Bongo Ondimba | Présidence d'Ali Bongo Ondimba                                                                             | Présidence d'Ali Bongo Ondimba | Présidence d'Ali Bongo Ondimba | Présidence d'Ali Bongo Ondimba |
| ------------------------------ | --- | ------------------------------ | ------------------------------ | ------------------------------ |
| Magloire Ngambia               | Ministre de l'Economie, du Commerce de l'Industrie et du Tourisme                                          | 17 octobre 2009                | 27 février 2012                | Biyoghe Mba 2                  |
| Luc Oyoubi                     | Ministre de l'Economie, de l'Emploi et du développement durable                                            | 28 février 2012                | 25 janvier 2014                | Ndong Sima                     |
| Christophe Akagha Mba          | Ministre de l’Economie et de la Prospective                                                                | 25 janvier 2014                | 3 octobre 2014                 | Ona Ondo 1                     |
| Régis Immongault Tatangani     | Ministre de l'Economie, de la Promotion des Investissements et de la Prospective                           | 3 octobre 2014                 | 11 septembre 2015              | Ona Ondo 2                     |
| Régis Immongault Tatangani     | Ministre du Développement Durable, de l'Economie, de la Promotion des Investissements et de la Prospective | 11 septembre 2015              | 2 octobre 2016                 | Ona Ondo 3                     |
| Régis Immongault Tatangani     | Ministre de l'Economie, de la Prospective et de la Programmation du développement                          | 2 octobre 2016                 | 21 aout 2017                   | Issoze Ngondet 1               |
| Régis Immongault Tatangani     | Ministre de l'Economie, de la Prospective et de la Programmation du développement                          | 21 aout 2017                   | 04 mai 2018                    | Issoze Ngondet 2               |
| Jean-Marie Ogandaga            | Ministre de l'Economie, de la Prospective et de la Programmation du développement                          | 04 mai 2018                    | 12 janvier 2019                | Issoze Ngondet 3               |
| Jean-Marie Ogandaga            | Ministre de l'Economie, de la Prospective et de la Programmation du développement                          | 14 janvier 2019                | 10 juin 2019                   | Nkoghe Bekale 1                |

Après cette date, réunification des ministères de l'Economie et des Finances, du Budget et du ministère de la Santé et des Affaires sociales sous l'intitulé ministère de l'Economie, des Finances et des Solidarités nationales.
| Ministre                         | Dénomination                                                         | Début           | Fin             | Gouvernement    |
| -------------------------------- | -------------------------------------------------------------------- | --------------- | --------------- | --------------- |
| Roger Owono Mba                  | Ministre de l'Economie et des Finances et des Solidarités nationales | 10 juin 2019    | 2 décembre 2019 | Nkoghe Bekale 2 |
| Jean-Marie Ogandaga              | Ministre de l'Economie et de la Relance                              | 5 décembre 2019 | 9 décembre 2020 | Ossouka Raponda |
|                                  |                                                                      |                 |                 | Ossouka Raponda |
| Nicole Jeanine Lydie Roboty Mbou | Ministre de l'Economie et de la Relance                              | 9 décembre 2020 | 9 janvier 2023  | Ossouka Raponda |
| Nicole Jeanine Lydie Roboty Mbou | Ministre de l'Economie et de la Relance                              | 10 janvier 2023 | 02 mai 2023     | Bilie-By-Nze 1  |
| Nicole Jeanine Lydie Roboty Mbou | Ministre de l'Economie et de la Relance                              | 03 mai 2023     | 30 aout         | Bilie-By-Nze 2  |

Après cette date, réunification des ministères de l'Economie, de la Promotion et des investissements et de la Consommation et de la lutte contre la vie chère sous l'intitulé ministère de l'Economie et des Participations.
| Ministre                                                        | Dénomination                                                    | Début                                                           | Fin                                                             | Gouvernement                                                    |
| Présidence du Général Brice Clotaire Oligui Nguema (Transition) | Présidence du Général Brice Clotaire Oligui Nguema (Transition) | Présidence du Général Brice Clotaire Oligui Nguema (Transition) | Présidence du Général Brice Clotaire Oligui Nguema (Transition) | Présidence du Général Brice Clotaire Oligui Nguema (Transition) |
| --------------------------------------------------------------- | --------------------------------------------------------------- | --------------------------------------------------------------- | --------------------------------------------------------------- | --------------------------------------------------------------- |
| Mays Mouissi                                                    | Ministre de l'Economie et des Participations                    | 9 septembre 2023                                                | 15 janvier 2025                                                 | Ndong Sima 1 et 2                                               |
| Mark Alexandre Doumba                                           | Ministre de l'Economie et des Participations                    | 15 janvier 2025                                                 |                                                                 | Ndong Sima 3                                                    |